# جي إم كوريا
جي إم كوريا هي شركة عملاقة لصناعة السيارات تأسست عام 1937م على يد كيم جونق وو في بوبيونغ - غو، انشيون، كوريا الجنوبية.
وبعد ذلك تم تغيير اسمها إلى سانيرا للسيارات في عام 1962م والتي اشترتها فيما بعد شركة شينجن الصناعية وذلك في عام 1965م، والتي غيرت اسمها إلى شينجن للسيارات بعد إقامة علاقات تعاون مع شركة تويوتا اليابانية.

## بداياتها معجنرال موتورز
في العام 1972م امتلكت جي إم كوريا شركة جنرال موتورز، فحينها بدأت شينجن للسيارات مشروع مشترك مع جنرال موتورز تحت اسم جنرال موتورز الكورية. وفي عام 1976م تم تغيير اسمها إلى مسمى سِاهان موتورز، وفي عام 1982م قامت مجموعة جي إم كوريا الكورية بالسيطرة على النسبة الأكبر من أسهم الشركة لتصبح تحت مسمى جي إم كوريا موتورز، ومنذ بداية العام 1990م بدأت الشركة بالتوسع إلى أن وصلت للعام 1996م حتى امتلكت شركة جي إم كوريا معظم أسهم جنرال موتورز الأمريكية، وعند اندلاع الأزمة المالية الآسيوية عام 1997م تكبدت الشركة الكثير من الخسائر حتى بقيت في صارعٍ مع الإفلاس حتى باعت اسهم شركة جاكور التي كانت تمتلكها في سبيل إعادة وضع الشركة المالي، وقد بدأت الشركة العمل تحت الآلية العالمية في 17 أكتوبر 2002م هي وشركاؤها سوزوكي وسايك وجنرال موتورزهولدن التي تشغل مقعداً في مجلس الشركاء، وتملكت جي إم كوريا جميع مصانع شركة تاتا الهندية، وأيضاً هناك حصة مقدارها 11% من شركة سوزوكي
اليابانية وفي عام 2010 صدرت جي إم الكورية ماليبو الجديده بعلامة شيفروليه بالشرق الأوسط واما في الصين فأصبحت بعلامة لينكون. وفي عام 2004 صدرت جي إم كوريا «اوبترا» لأول مرة بعلامة شيفرولية في جميع انحاء العالم، وفي نفس العام صدرت «ابيكا» للشرق الأوسط وتوقف انتاجها في عام 2009

## أماكنالتصنيعوالتجميع
تقوم شركة جي ام كوريا بتصنيع سياراتها وقِطَعِها في مصانعها في كوريا الجنوبية، كما أنها تملك مصانع لتجميع السيارات في فيتنام، وفي الصين وو تايلند والهند وكولومبيا، حيث أنها تسوق سياراتها في أكثر من 140 بلداً حتى الآن، وكما أنها قد باعت في عام 2004م ما يقارب 900.000 تسع مئة ألف مركبة من مختلف الطرازات وهو يعتبر إنجاز غير مسبوق في عالم السيارات في كوريا الجنوبية.